# Ipomoea nil
L'Ipomoea nil è una specie di bella di giorno, in Italia chiamata anche campanella giapponese o Ipomea nulla. È originaria delle Americhe tropicali ed è stata introdotta ampiamente in tutto il mondo.

## Descrizione

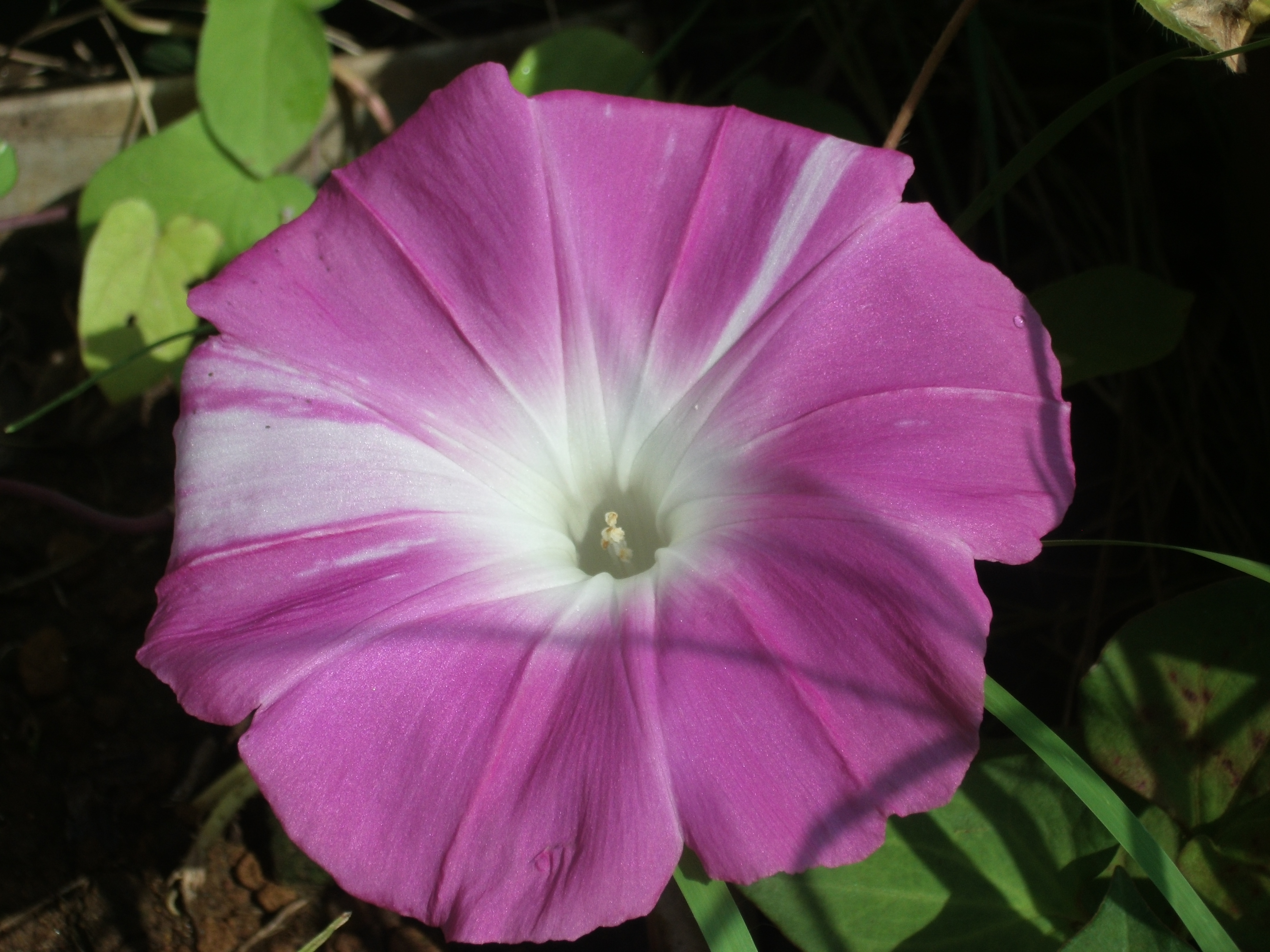
Primo piano di un fiore coltivato

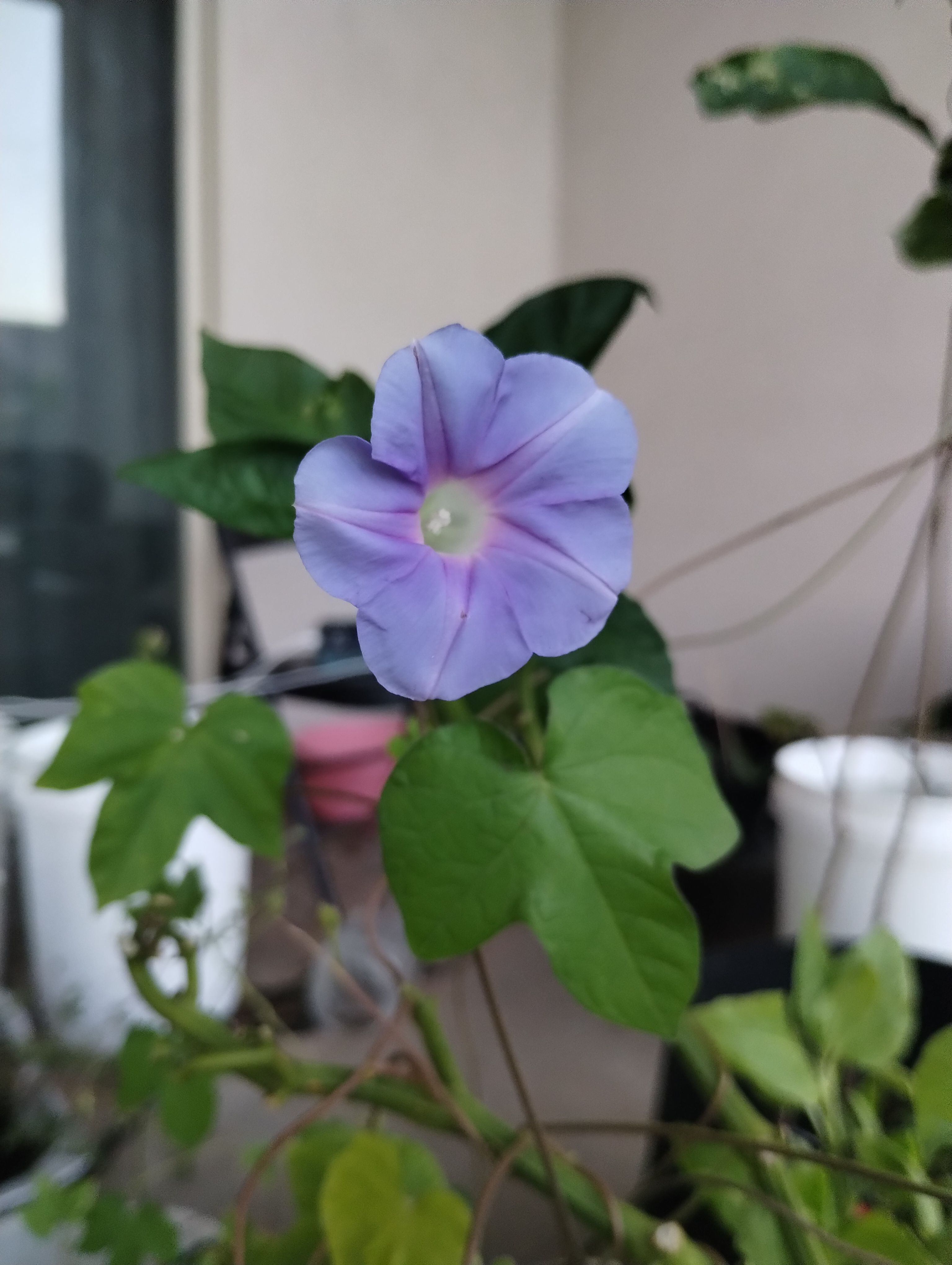
Fiore nella sua forma selvatica

Originaria dell'America Centrale e del Messico, la pianta è una pianta rampicante con steli volubili lunghi fino a 5 metri, ed è ricoperta di lunghi tricomi pelosi più o meno densi. Le foglie sono finemente pelose, verde smeraldo, di forma variabile da obovate a quasi circolari, lunghe dai 5 ai 14 cm. La base è cuoriforme, il bordo è intero o lobato, dai tre ai cinque lobi; i lobi sono appuntiti o affusolati. La specie, soprattutto nella sua forma selvatica, è estremamente simile ad Ipomoea hederacea.
I fiori colorati a forma di imbuto (dal blu al viola-rossastro, con base biancastra) sono piuttosto appariscenti; si raggruppano in infiorescenze cimose spesso dense, in cui si ritrovano, contemporaneamente, fino a cinque fiori sia completamente sviluppati che boccioli in via di sviluppo. Le forme selvatiche sono più piccole di quelle coltivate, e sono quasi sempre blu; le forme coltivate sono disponibili in un'ampia varietà di colori. I fiori sbocciano la mattina e si chiudono nel pomeriggio. I sepali pelosi, lunghi e spinosi, hanno una lunghezza dai 15 ai 25 mm; sono lunghi, lanceolati, e la loro punta è lineare-lanceolata. La corona è blu, viola, o quasi rosso scarlatto. La gola è spesso colorata di bianco. Il tubo della corona ha una lunghezza dai 3 ai 5 cm, l'orlo della corona ha una larghezza dai 4 ai 5 cm.
I frutti sono frutti a capsula quasi sferica o sferica con un diametro dagli 8 ai 12 mm. I semi sono a forma di pera e densamente ricoperti di corti tricomi.

## Coltivazione
In molti luoghi viene coltivata come pianta ornamentale, ed i discendenti delle piante fuggite alla coltivazione ora crescono selvatiche. A crescita rapida e autoseminante, può essere utilizzata per nascondere recinzioni o muri antiestetici; oppure a scopo puramente decorativo, facendola arrampicare su dei tralicci. I fiori sono larghi diversi centimetri e appaiono in varie tonalità di blu e rosa. Spesso presentano bordi e strisce bianchi, o colorazioni che appaiono essere miscele di colori. Le cultivar comuni includono "Scarlet O'Hara", "Early Call" e "Rose Silk".
Sono stati sviluppati ibridi, ad esempio con I. purpurea. Ad alcuni di questi è stato dato il nome I. x imperialis (morning glory imperiale giapponese), nome tuttavia non ufficiale. Nomenclature alternative includono Ipomoea nil x imperialis, o Ipomoea nil' 'Imperialis'. È una pianta annuale che resiste al gelo nelle zone più fredde o se posizionata in una zona ombreggiata del giardino, ma può essere mantenuta come pianta perenne se ben gestita e posta in pieno sole durante l'inverno.

## Belle di giorno in Giappone
Le belle di giorno sono molto amate in Giappone. Si ritiene che vi siano state introdotte direttamente dalla Cina nel periodo Heian dall'VIII al IX secolo. Durante il periodo Edo, dal XVII al XIX secolo, quando sempre più persone iniziarono a vivere nelle città, nel paese si diffuse la moda di coltivare in vaso belle di giorno di svariati colori e dimensioni. I vasi sono spesso dotati di strutture cilindriche chiamate andon shitate ( in giapponese 行燈仕立て?), che di notte sembrano lanterne giapponesi.
All'inizio dell'estate, nelle grandi città del Giappone si tengono i mercati delle belle di giorno, dove commercianti e hobbisti vendono questi fiori. Il più grande di questi mercati è l'Iriya Morning Glory Market (giapponese: 入谷朝顔市, 6–8 luglio), che si tiene lungo le strade che circondano il tempio Shingenji.

## Galleria d'immagini

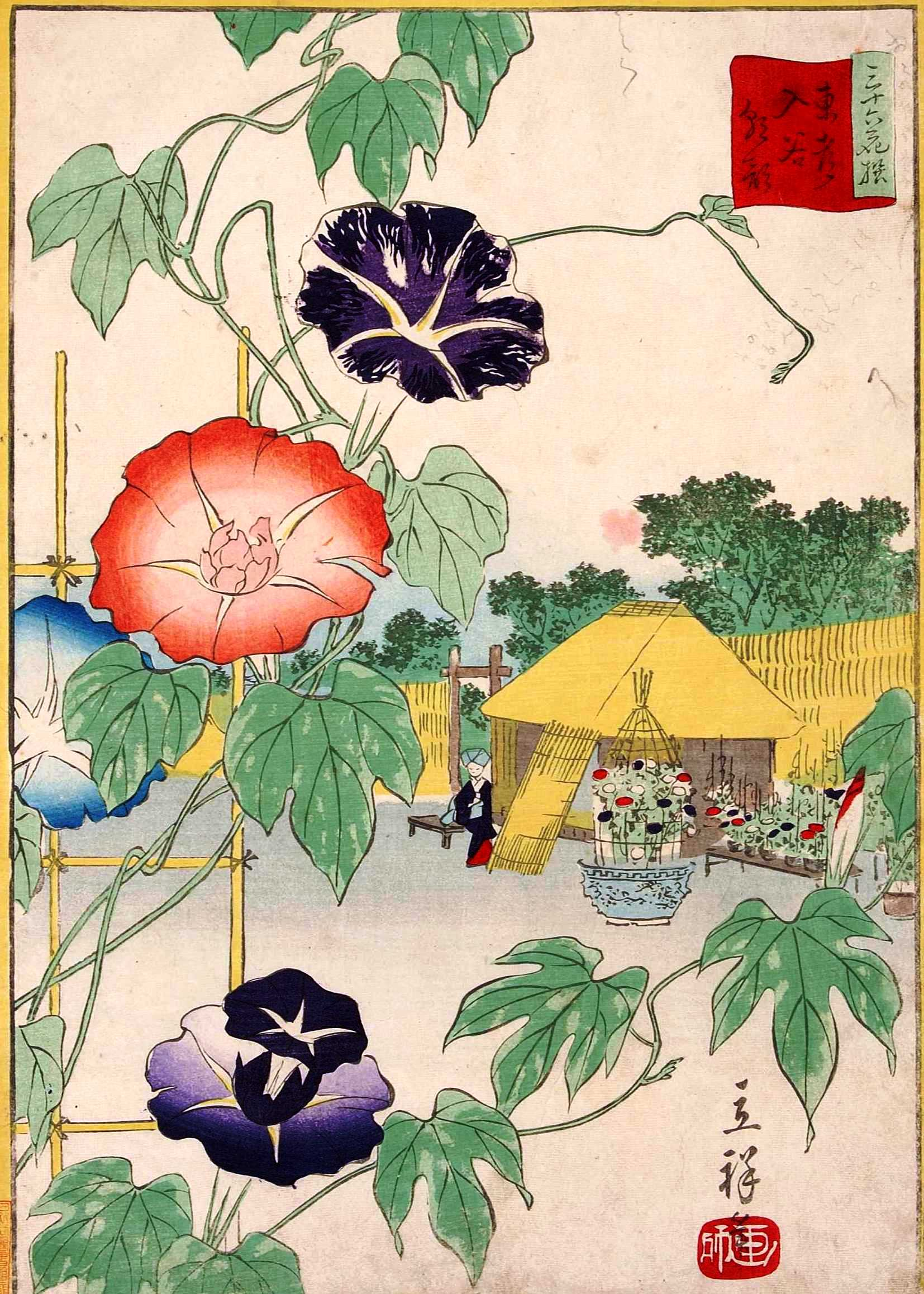
"Belle di giorno ad Iriya, Capitale orientale" (1866), N. 28 de "Le Trentasei Scene di fiori" di Hiroshige II
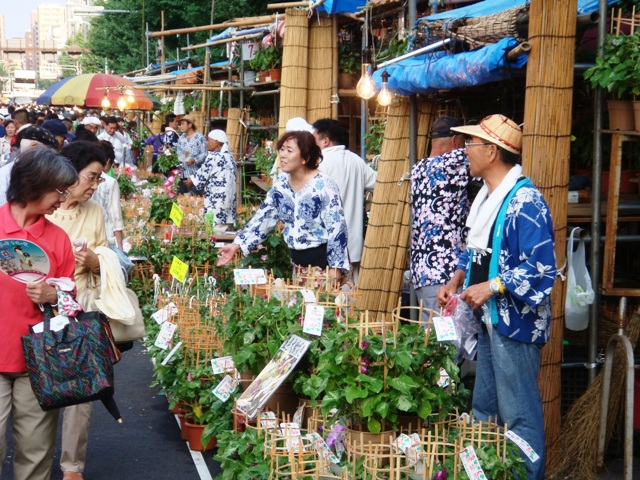
Il mercato delle belle di giorno ad Iriya, Tokyo (2008)
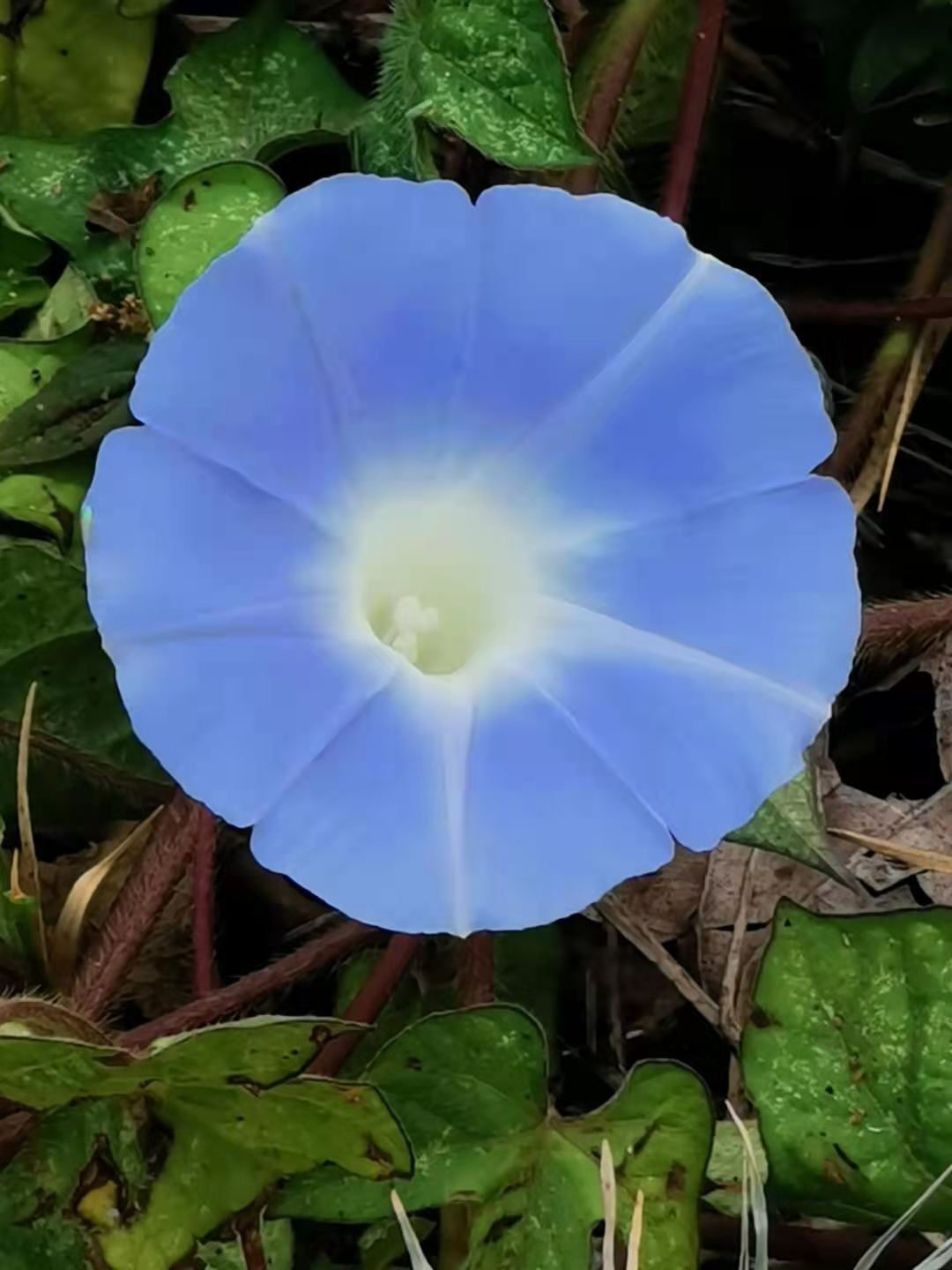
Variante selvatica
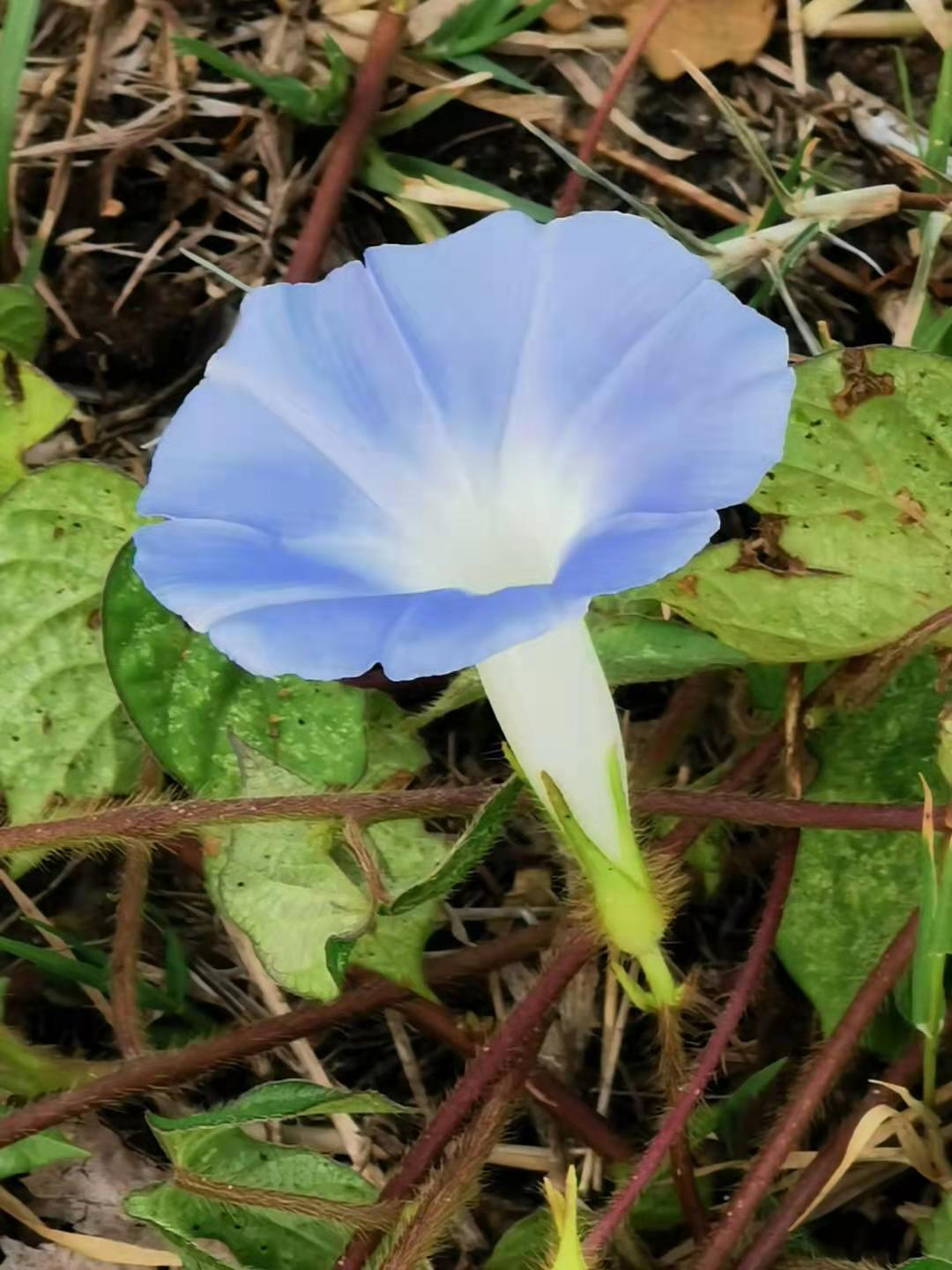
Variante selvatica